# Bousseraucourt
Bousseraucourt és un municipi francès situat al departament de l'Alt Saona i a la regió de Borgonya - Franc Comtat. L'any 2007 tenia 53 habitants.

## Demografia

### Població
El 2007 la població de fet de Bousseraucourt era de 53 persones. Hi havia 30 famílies, de les quals 11 eren unipersonals (11 homes vivint sols), 11 parelles sense fills, 4 parelles amb fills i 4 famílies monoparentals amb fills.
La població ha evolucionat segons el següent gràfic:
Habitants censats

### Habitatges
El 2007 hi havia 64 habitatges, 30 eren l'habitatge principal de la família, 30 eren segones residències i 4 estaven desocupats. Tots els 63 habitatges eren cases. Tots els 30 habitatges principals que hi havia estaven ocupats pels seus propietaris; 4 tenien dues cambres, 7 en tenien tres, 7 en tenien quatre i 12 en tenien cinc o més. 30 habitatges disposaven pel capbaix d'una plaça de pàrquing. A 22 habitatges hi havia un automòbil i a 7 n'hi havia dos o més.

### Piràmide de població
La piràmide de població per edats i sexe el 2009 era:
| Homes | Edats   | Dones |
| ----- | ------- | ----- |
| 0     | 95 o +  | 0     |
| 0     | 90 a 94 | 0     |
| 0     | 85 a 89 | 4     |
| 0     | 80 a 84 | 0     |
| 4     | 75 a 79 | 0     |
| 4     | 70 a 74 | 8     |
| 4     | 65 a 69 | 4     |
| 0     | 60 a 64 | 0     |
| 0     | 55 a 59 | 0     |
| 0     | 50 a 54 | 0     |
| 4     | 45 a 49 | 0     |
| 4     | 40 a 44 | 4     |
| 4     | 35 a 39 | 0     |
| 0     | 30 a 34 | 4     |
| 0     | 25 a 29 | 0     |
| 0     | 20 a 24 | 0     |
| 0     | 15 a 19 | 8     |
| 4     | 10 a 14 | 0     |
| 4     | 5 a 9   | 4     |
| 4     | 0 a 4   | 0     |

## Economia
El 2007 la població en edat de treballar era de 32 persones, 19 eren actives i 13 eren inactives. Les 19 persones actives estaven ocupades(11 homes i 8 dones). De les 13 persones inactives 8 estaven jubilades, 1 estava estudiant i 4 estaven classificades com a «altres inactius».
Activitats econòmiques
L'any 2000 a Bousseraucourt hi havia 5 explotacions agrícoles.

## Poblacions més properes
El següent diagrama mostra les poblacions més properes.